# Boulonnaise
Pour les articles homonymes, voir Boulonnais (homonymie).
La race boulonnaise est une race ovine rustique française à faible effectif originaire du Pas-de-Calais, principalement du Boulonnais. Elle appartient au groupe flamand de la classification des races ovines de France.

## Historique
La race boulonnaise est issue des populations ovines locales, artésienne et flamande, dans lesquelles furent introduits aux XVIIIe et XIXe siècles des béliers de races anglaises Leicester, New Kent (en) et Shropshire afin d’améliorer la production de laine.
L’État accompagna ce mouvement par un travail de sélection réalisé dans la bergerie royale de Montcavrel (près de Montreuil), transférée en 1859 au Haut-Tingry, dans la commune de Tingry (près de Boulogne). C’est là que la race ovine boulonnaise fut définitivement fixée vers 1880.
Après la Première Guerre mondiale, les effectifs étaient estimés à 170 000 têtes.
Les grosses fermes de l’Artois et du Montreuillois avaient fréquemment un berger attitré qui parcourait les chaumes avec de très gros troupeaux de plusieurs centaines de brebis.
L’évolution de l’agriculture a peu à peu entraîné la réduction des effectifs ovins dans le Nord de la France et dans les années 1950, la race ne comptait plus que 40 000 têtes. En 1963, date de disparition du Flock book, il ne restait que 15 000 têtes.

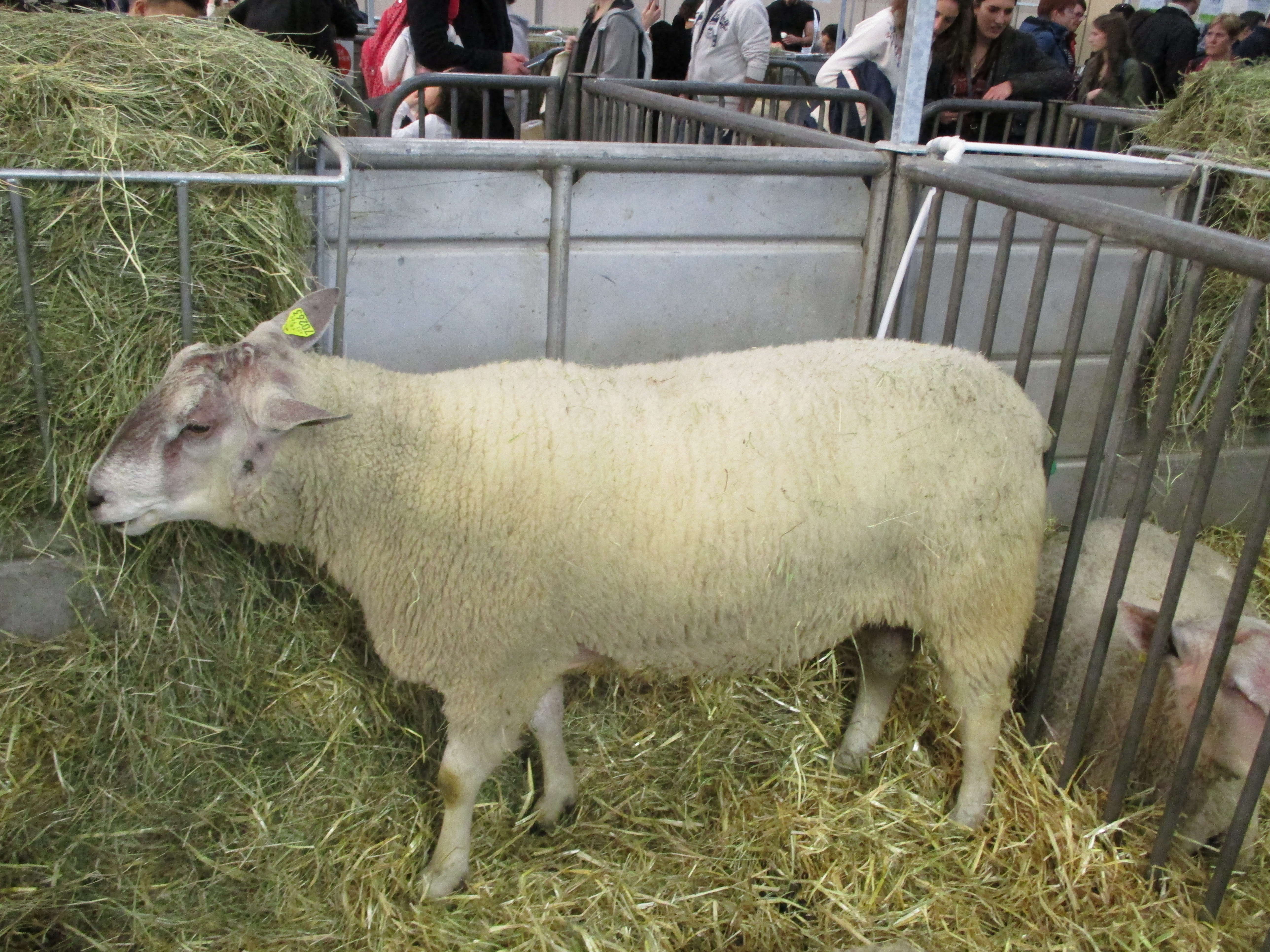
Mouton boulonnais au salon international de l'agriculture.

Dans les années 1980, la race paraissait éteinte.
À la suite d'une étude commandée en 1983 à l’institut d’Agriculture de Lille par le tout nouveau Centre régional de ressources génétiques du Nord–Pas-de-Calais (CRRG), créé au sein d’Espace naturel régional, est apparu qu’une petite vingtaine d’éleveurs étaient encore actifs, et en contact régulier autour de trois éleveurs sélectionneurs, réputés pour la qualité de leurs béliers.
C’est cette microorganisation qui a permis de conserver des relations entre les éleveurs et de poursuivre la sélection en race pure en dehors de tout accompagnement technique. La race avait donc été conservée pour ses qualités d’élevage et parce qu'elle trouvait encore des débouchés intéressants dans une région où les agneaux lourds étaient toujours recherchés, en particulier par les bouchers et les chevilleurs de la région de Dunkerque.
Les éleveurs furent alors invités à se regrouper, enregistrer les naissances, ouvrir un livre généalogique et participer à un effort collectif de conservation et de sélection. C’est ainsi que, naquit en 1984, l’Association des éleveurs de moutons boulonnais.
Elle a bénéficié d’emblée d’un accompagnement technique et financier de la part du Centre régional de ressources génétiques du Nord-Pas de Calais, et obtenu la reconnaissance officielle en 1991.
En 2008, elle obtient du ministère de l'Agriculture son agrément national en qualité d'organisme de sélection de la race et devient l'Association Mouton Boulonnais.
En 2025, l'« association Mouton Boulonnais », qui a fêté ses 40 ans en 2024, a procédé, à la ferme du campus agro-environnemental de Radinghem, à la sélection d'une quarantaine de béliers afin d'assurer la reproduction de la race qui totalise 2 500 têtes réparties dans les Hauts-de-France et en Seine-Maritime,.